# Acuphis euarcus
Acuphis euarcus är en spindeldjursart som beskrevs av Wolfgang Karg 1998. Acuphis euarcus ingår i släktet Acuphis och familjen Ologamasidae. Inga underarter finns listade i Catalogue of Life.